# Supercoppa degli Emirati Arabi Uniti 2018
La UAE Super Cup 2018 è stata l'undicesima edizione dell'era professionista della UAE Super Cup, su diciotto edizioni totali della competizione. Si è disputata il 25 agosto 2018 allo Stadio del 30 giugno di Il Cairo. La sfida ha visto contrapposte l'Al Ain, vincitore della UAE Arabian Gulf League 2017-2018 e della Coppa del Presidente degli Emirati Arabi Uniti 2017-2018, e l'Al-Wahda vincitore della UAE Arabian Gulf Cup 2017-2018, .

## Tabellino
| Arbitro: | Abdulla Ali Al Zaabi |

|                                     |                      |                                                  |
| Berg 62’ Diaky 73’ (pen.) Caio 77’  | Marcatori            | 4’ Matar 7’ Batna 40’ Tagliabúe                  |
| Diaky Berg El Shahat Caio Al-Ahbabi | Tiri di rigore 3 – 4 | Batna Tagliabúe Rim Chang-woo Al-Kamali Leonardo |

| Al Ain | Al Wahda |

|             |    |                      |  |     |
|             |    |                      |  |     |
| GK          | 17 | Khalid Eisa          |  |     |
| RB          | 11 | Bandar Al-Ahbabi     |  |     |
| CB          | 19 | Mohanad Salem (C)    |  |     |
| CB          | 23 | Mohamed Ahmed        |  |     |
| LB          | 33 | Tsukasa Shiotani     |  | 65’ |
| DM          | 6  | Amer Abdulrahman     |  |     |
| DM          | 7  | Caio                 |  |     |
| RW          | 13 | Ahmed Barman         |  | 46’ |
| AM          | 16 | Mohammed Abdulrahman |  |     |
| LW          | 74 | Hussein El Shahat    |  |     |
| ST          | 9  | Marcus Berg          |  |     |
| Panchina:   |    |                      |  |     |
| GK          | 12 | Hamad Al-Mansoori    |  |     |
| DF          | 14 | Mohammed Fayez       |  |     |
| DF          | 15 | Khaled Abdulrahman   |  |     |
| MF          | 18 | Ibrahim Diaky        |  | 46’ |
| MF          | 43 | Rayan Yaslam         |  | 65’ |
| MF          | 44 | Saeed Juma           |  |     |
| MF          | 88 | Yahia Nader Moustafa |  |     |
| MF          | 99 | Jamal Maroof         |  |     |
| FW          | 20 | Saad Khamis          |  |     |
| Allenatore: |    |                      |  |     |
| Zoran Mamić |    |                      |  |     |

|                      |    |                     |  |     |
|                      |    |                     |  |     |
| GK                   | 50 | Rashed Ali          |  |     |
| RB                   | 2  | Mohamed Barghash    |  |     |
| CB                   | 8  | Hamdan Al-Kamali    |  |     |
| CB                   | 23 | Rim Chang-woo       |  |     |
| LB                   | 52 | Hussain Abbas       |  |     |
| DM                   | 5  | Mohammad Abdulla    |  |     |
| CM                   | 6  | Sultan Al Ghaferi   |  | 77’ |
| SS                   | 9  | Mourad Batna        |  |     |
| RW                   | 10 | Ismail Matar (C)    |  | 71’ |
| LW                   | 11 | Sebastián Tagliabúe |  |     |
| CF                   | 30 | Tareq Ahmed         |  | 60’ |
| Panchina:            |    |                     |  |     |
| GK                   | 88 | Saeed Al-Mesmari    |  |     |
| DF                   | 18 | Abdulla El Refaey   |  |     |
| DF                   | 45 | Abdulla Al Hammadi  |  |     |
| MF                   | 15 | Nasir Abdelhadi     |  | 77’ |
| MF                   | 32 | Mohamed Helal       |  |     |
| MF                   | 36 | Ahmed Al Akberi     |  |     |
| FW                   | 42 | Leonardo            |  | 71’ |
| MF                   | 20 | Yahya Ali           |  |     |
| FW                   | 70 | Mohamed Rashid      |  | 60’ |
| Allenatore:          |    |                     |  |     |
| Laurențiu Reghecampf |    |                     |  |     |

| Guardialinee: Ahmed Saeed Al Rashedi Hasan Ahmed Al Hammadi Quarto Uomo: Ahmed Salem Al Aleeli |